# Državni Svet
De Državni Svet (letterlijk: Staatsraad) is de naam voor de Sloveense senaat, die echter slechts weinig instrumenten ter beschikking heeft (initiatiefrecht, adviesrecht, eenmalig terugzendrecht en het recht referenda uit te schrijven). Het gebrek aan uitgebreide bevoegdheden vloeit voort uit de wijze van samenstelling van deze Raad, die haar corporatistische elementen dankt aan beïnvloeding door het stelsel in Beieren.
Het aantal leden bedraagt 40 en zij zijn belangenvertegenwoordigers van:
- werkgevers (4)
- werknemers (4)
- boeren, middenstand en vrije beroepen (4)
- nuts en publieke sector (6)
- lokale belangen (gemeentelijke of regionale) (22)

Voorzitter van de staatsraad (2017-2022) is Alojz Kovšca (boeren, middenstand en vrije beroepen), vicevoorzitter is Matjaž Švagan (lokale belangen).